# Стилист
Стилист, стилистка — специалист в области создания стиля (имиджа) человека с помощью:
- причёски (парикмахер, стилист по причёскам, колорист);
- макияжа (визажист);
- одежды (стилист-имиджмейкер);
- украшений (ювелирный стилист);
- фотообраза (фотограф-стилист).

К основному виду услуг, которые предоставляют стилисты можно отнести:
- первичная консультация стилиста
- анализ гардероба (одежды, обуви и аксессуаров)
- формирование из гардероба комплектов одежды
- составление списка покупок новой одежды
- консультации по модным трендам
- разработка нового стиля
- рекомендации по прическе и макияжу
- сопровождение при покупках в магазине (персональный шоппер)
- онлайн-услуги (консультация, ревизия гардероба по фото, шоппинг в интернет-магазинах)